# Малий Іджош (община)

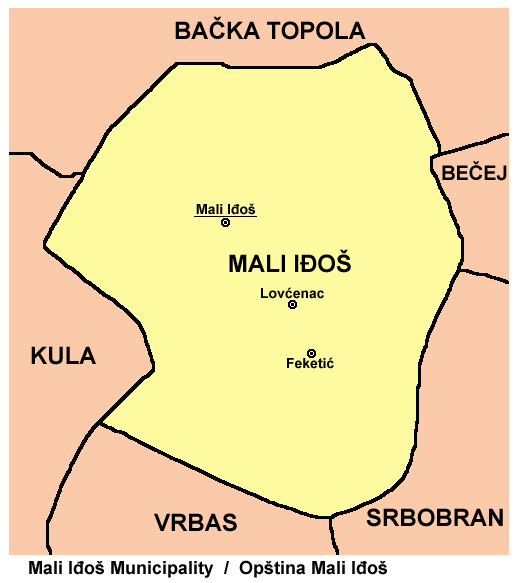

Общи́на Малий Іджош (серб. Општина Мали Иђош) — община в Сербії, в складі Північно-Бацького округу автономного краю Воєводина. Адміністративний центр — містечко Малий Іджош.

## Населення
Згідно з даними перепису 2002 року в общині проживало 12031 особа, з них:
- мадяри — 53,91%
- серби — 19,85%
- чорногорці — 16,26%
- роми — 2,35%

Решту жителів  — зо два десятка різних етносів, зокрема: чорногорці, роми, бунєвці, німці і навіть зо дві сотні русинів-українців.
| Рік  | Населення, люд. |
| ---- | --------------- |
| 1991 | 14 456          |
| 2001 | 13 556          |
| 2002 | 13 491          |
| 2003 | 13 402          |
| 2004 | 13 238          |
| 2005 | 13 073          |
| 2006 | 12 943          |
| 2007 | 12 770          |

## Населені пункти

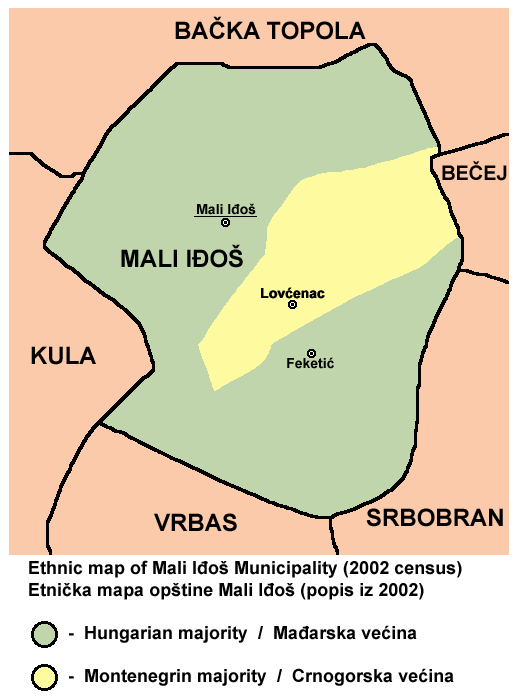

Община утворена з 3 населених пунктів (з них 1 місто — центр общини):
| № | Населений пункт | Площа, км² | Населення, осіб (2002, перепис) |
| - | --------------- | ---------- | ------------------------------- |
| 1 | Малий Іджош     | 87,3       | 4890                            |
| 2 | Ловченаць       | 38,3       | 3161                            |
| 3 | Фекатич         | 59,3       | 3980                            |